# Liste der Kulturdenkmale in Bilsen
In der Liste der Kulturdenkmale in Bilsen sind alle Kulturdenkmale der schleswig-holsteinischen Gemeinde Bilsen (Kreis Pinneberg) aufgelistet. (Stand: 10. März 2025)

## Legende
In den Spalten befinden sich folgende Informationen:
- Objekt-ID: die Nummer des Kulturdenkmales
- Lage: die Adresse des Kulturdenkmales und die geographischen Koordinaten. Kartenansicht, um Koordinaten zu setzen. In der Kartenansicht sind Kulturdenkmale ohne Koordinaten mit einem roten Marker dargestellt und können in der Karte gesetzt werden. Kulturdenkmale ohne Bild sind mit einem blauen Marker gekennzeichnet, Kulturdenkmale mit Bild mit einem grünen Marker.
- Offizielle Bezeichnung: Bezeichnung des Kulturdenkmales
- Beschreibung: die Beschreibung des Kulturdenkmales
- Bild: ein Bild des Kulturdenkmales

## Bauliche Anlagen
| Objekt-ID     | Lage                                        | Offizielle Bezeichnung | Beschreibung | Bild                             |
| ------------- | ------------------------------------------- | ---------------------- | --- | -------------------------------- |
| 8065 Wikidata | Kieler Straße (53° 46′ 37″ N, 9° 52′ 31″ O) | Halbmeilenstein        | Halbmeilenstein der Altona-Kieler Chaussee. Entfernung nach Altona 3½ Meilen (ca. 26 km), nach Kiel 8¾ Meilen (ca. 66 km). Auf der Vorderseite erhabenes Königsmonogramm Frederik VI., Jahreszahl 1832 und Entfernungsangabe ½ M(eile). Alteintragung (Aktualisierung vorgesehen) - Begründung: geschichtlich, Kulturlandschaft prägend - Schutzumfang: gesamtes Objekt - Denkmaltyp: Bauliche Anlage | weitere Fotos \| Fotos hochladen |

## Ehemalige Kulturdenkmale
Bis zum Inkrafttreten der Neufassung des schleswig-holsteinischen Denkmalschutzgesetzes am 30. Januar 2015 waren nachfolgend aufgeführte Objekte als Kulturdenkmale gemäß §1 des alten Denkmalschutzgesetzes (DSchG SH 1996) geschützt:
| Objekt-ID | Lage                                          | Offizielle Bezeichnung | Beschreibung | Bild            |
| --------- | --------------------------------------------- | ---------------------- | ------------ | --------------- |
|           | Kieler Straße 1 (53° 45′ 19″ N, 9° 52′ 56″ O) | Haus Waldfrieden       |              | Fotos hochladen |
|           | Kieler Straße 4 (53° 46′ 15″ N, 9° 52′ 35″ O) | Wohnhaus               |              | BW              |

## Quelle
- Liste der Kulturdenkmale in Schleswig-Holstein – Kreis Pinneberg (PDF)